# Simulium lunduense
Simulium lunduense är en tvåvingeart som beskrevs av Takaoka 2008. Simulium lunduense ingår i släktet Simulium och familjen knott. Inga underarter finns listade i Catalogue of Life.